# Обрис кристалів мінералів
Обрис кристалів мінералів (рос. облик кристаллов минералов, англ. mineral crystals habitus; нім. Mineralienkristall-Habitus m) — загальний вигляд мінералів, пов'язаний з їх зовнішньою формою, яка зумовлена особливостями росту.
В залежності від розмірів по трьох головних осях розрізняють такі обриси: ізометричний (коли всі три розміри близькі), видовжений (кристал розвинутий в одному напрямку), сплощений.
Різновид ізометричного обрису — зернистий; видовженого — стовпчастий, тичкуватий, голчастий, волокнистий; сплощеного — таблитчастий, пластинчастий, листуватий, лускуватий, дощатий, лейстоподібний, тріскоподібний і т. д.